# Lamazère
Lamazère (La Masera en gascon) est une commune française située dans le sud du département du Gers en région Occitanie. Sur le plan historique et culturel, la commune est dans le pays d'Astarac, un territoire du sud gersois très vallonné, au sol argileux, qui longe le plateau de Lannemezan.
Exposée à un climat océanique altéré, elle est drainée par la Baïse et par divers autres petits cours d'eau.
Lamazère est une commune rurale qui compte 130 habitants en 2022, après avoir connu un pic de population de 364 habitants en 1846.  Elle fait partie de l'aire d'attraction d'Auch. Ses habitants sont appelés les Lamazériens ou  Lamazériennes.
Le patrimoine architectural de la commune comprend trois  immeubles protégés au titre des monuments historiques : la pile gallo-romaine de la Tourraque, inscrite en 1963, l'église Saint-Blaise, inscrite en 1978, et la motte féodale, inscrite en 1978.

## Géographie

### Localisation
Commune située à quatre kilomètres au nord-est de Mirande.

### Communes limitrophes
Les communes limitrophes sont  L'Isle-de-Noé, Miramont-d'Astarac, Mouchès et Saint-Jean-le-Comtal.
|         | L'Isle-de-Noé | Saint-Jean-le-Comtal (sur 100 m) |
| Mouchès | Lamazère      |                                  |
|         |               | Miramont-d'Astarac               |

### Géologie et relief
Lamazère se situe en zone de sismicité 2 (sismicité faible).

### Hydrographie

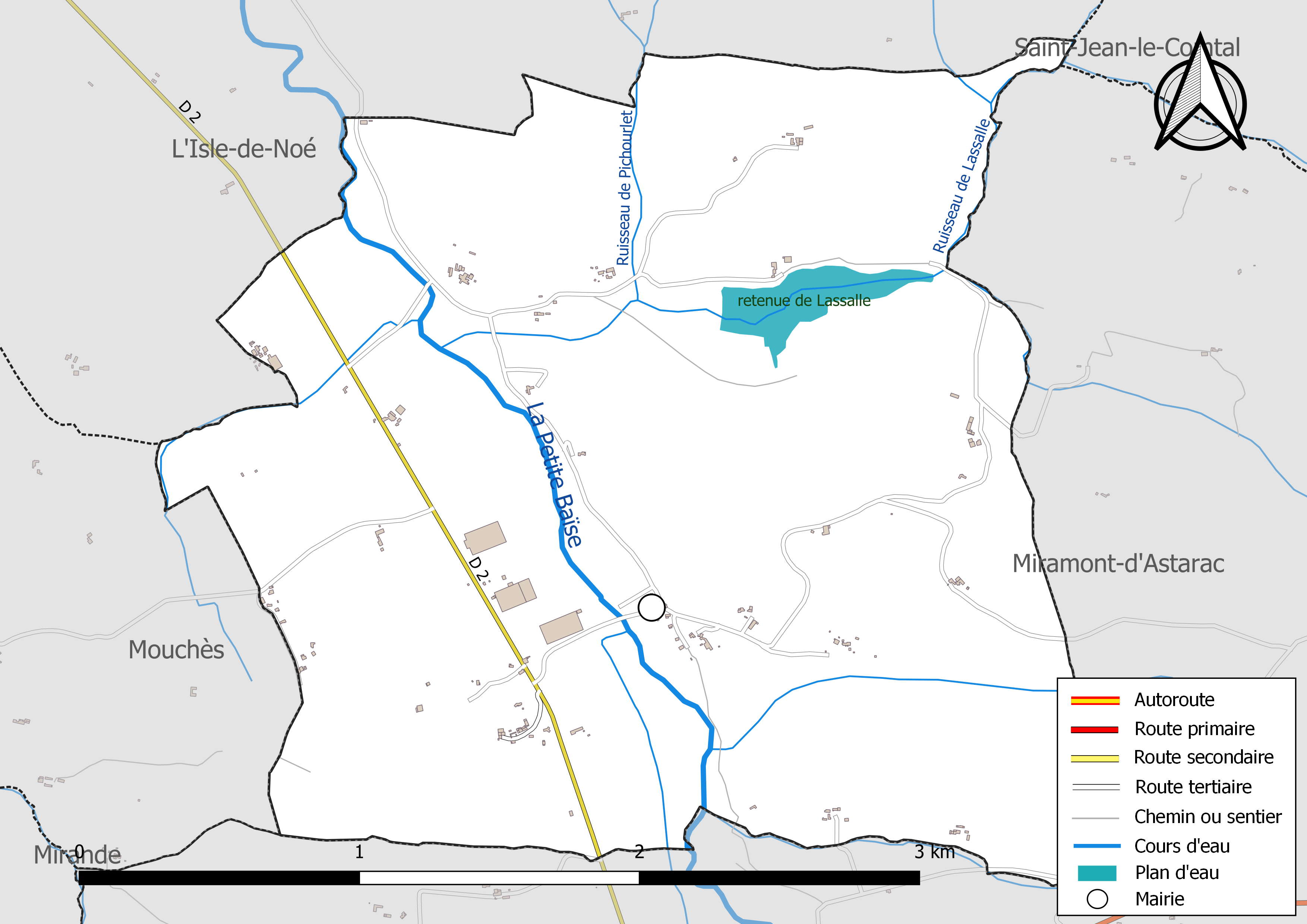
Réseaux hydrographique et routier de Lamazère.

La commune est dans le bassin de la Garonne, au sein du bassin hydrographique Adour-Garonne. Elle est drainée par la Baïse, le ruisseau de Lassalle, le ruisseau de Pichourlet et par divers petits cours d'eau, qui constituent un réseau hydrographique de 10 km de longueur totale,.
La Baïse, d'une longueur totale de 187,6 km, prend sa source dans la commune de Capvern et s'écoule vers le nord. Elle traverse la commune et se jette dans la Garonne à Saint-Léger, après avoir traversé 52 communes.

### Climat
Pour des articles plus généraux, voir Climat de l'Occitanie et Climat du Gers.
En 2010, le climat de la commune est de type climat du Bassin du Sud-Ouest, selon une étude s'appuyant sur une série de données couvrant la période 1971-2000. En 2020, Météo-France publie une typologie des climats de la France métropolitaine dans laquelle la commune est exposée à un climat océanique altéré et est dans la région climatique Aquitaine, Gascogne, caractérisée par une pluviométrie abondante au printemps, modérée en automne, un faible ensoleillement au printemps, un été chaud (19,5 °C), des vents faibles, des brouillards fréquents en automne et en hiver et des orages fréquents en été (15 à 20 jours).
Pour la période 1971-2000, la température annuelle moyenne est de 13,2 °C, avec une amplitude thermique annuelle de 15,2 °C. Le cumul annuel moyen de précipitations est de 806 mm, avec 10,6 jours de précipitations en janvier et 6,4 jours en juillet. Pour la période 1991-2020, la température moyenne annuelle observée sur la station météorologique la plus proche, située sur la commune de Mirande à 6 km à vol d'oiseau, est de 13,6 °C et le cumul annuel moyen de précipitations est de 818,5 mm,. Pour l'avenir, les paramètres climatiques de la commune estimés pour 2050 selon différents scénarios d’émission de gaz à effet de serre sont consultables sur un site dédié publié par Météo-France en novembre 2022.

### Milieux naturels et biodiversité
Aucun espace naturel présentant un intérêt patrimonial n'est recensé sur la commune dans l'inventaire national du patrimoine naturel,,.

## Urbanisme

### Typologie
Au 1er janvier 2024, Lamazère est catégorisée commune rurale à habitat très dispersé, selon la nouvelle grille communale de densité à sept niveaux définie par l'Insee en 2022.
Elle est située hors unité urbaine. Par ailleurs la commune fait partie de l'aire d'attraction d'Auch, dont elle est une commune de la couronne,. Cette aire, qui regroupe 112 communes, est catégorisée dans les aires de 50 000 à moins de 200 000 habitants,.

### Occupation des sols
L'occupation des sols de la commune, telle qu'elle ressort de la base de données européenne d’occupation biophysique des sols Corine Land Cover (CLC), est marquée par l'importance des territoires agricoles (99,8 % en 2018), une proportion identique à celle de 1990 (99,8 %). La répartition détaillée en 2018 est la suivante : 
zones agricoles hétérogènes (44,5 %), prairies (31,6 %), terres arables (23,6 %), forêts (0,2 %). L'évolution de l’occupation des sols de la commune et de ses infrastructures peut être observée sur les différentes représentations cartographiques du territoire : la carte de Cassini (XVIIIe siècle), la carte d'état-major (1820-1866) et les cartes ou photos aériennes de l'IGN pour la période actuelle (1950 à aujourd'hui).

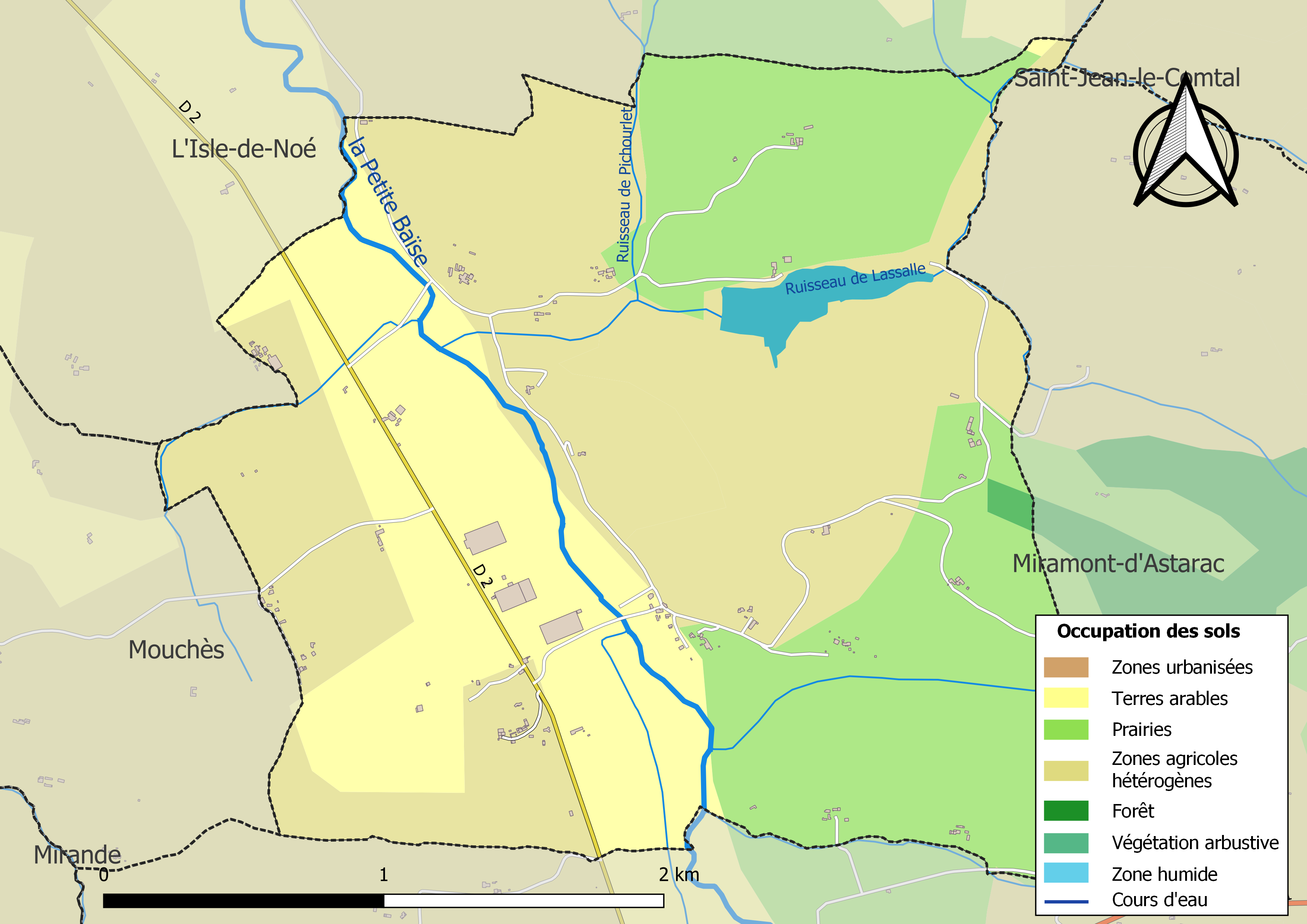
Carte des infrastructures et de l'occupation des sols de la commune en 2018 (CLC).

### Risques majeurs
Le territoire de la commune de Lamazère est vulnérable à différents aléas naturels : météorologiques (tempête, orage, neige, grand froid, canicule ou sécheresse) et séisme (sismicité faible). Un site publié par le BRGM permet d'évaluer simplement et rapidement les risques d'un bien localisé soit par son adresse soit par le numéro de sa parcelle.

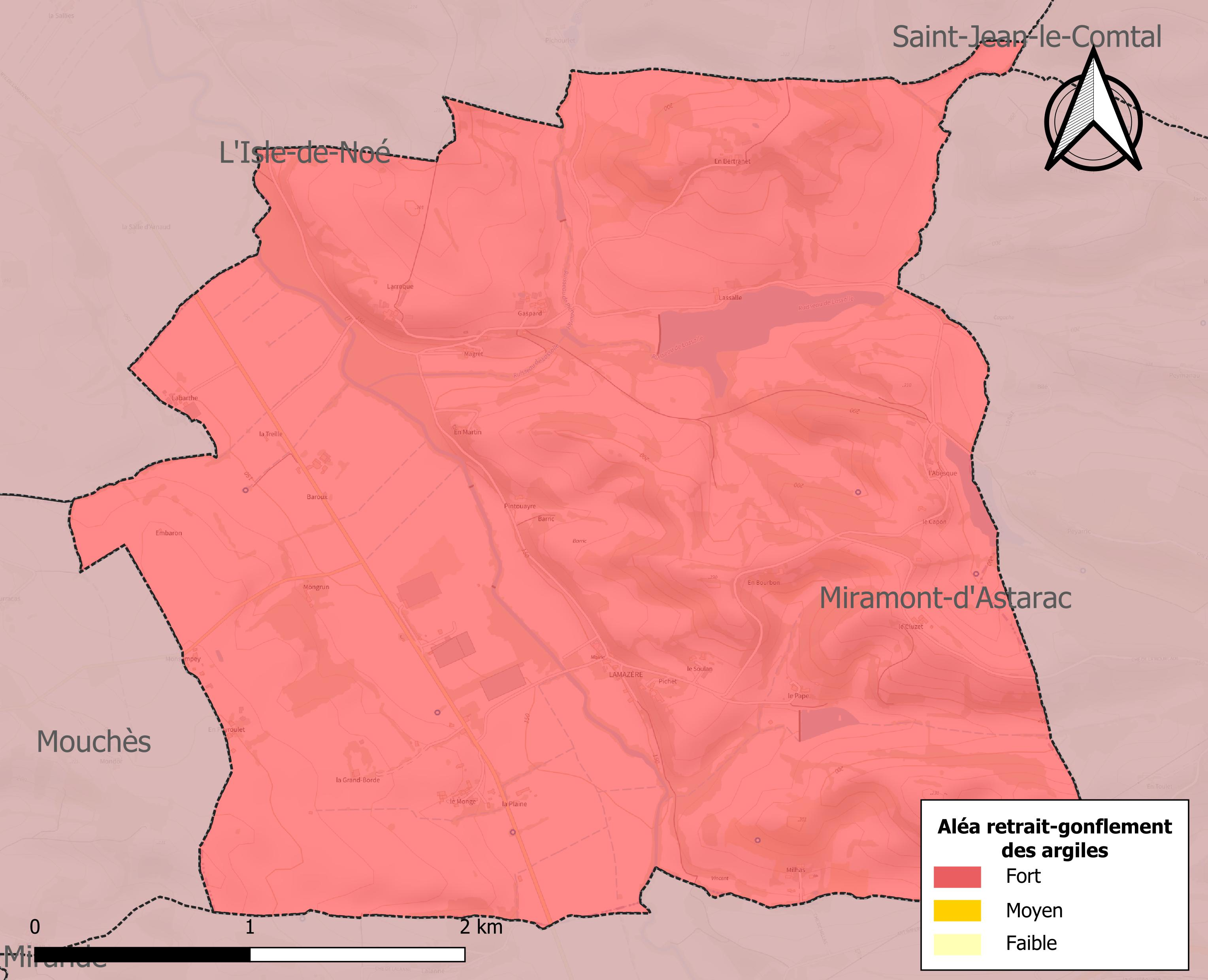
Carte des zones d'aléa retrait-gonflement des sols argileux de Lamazère.

Le retrait-gonflement des sols argileux est susceptible d'engendrer des dommages importants aux bâtiments en cas d’alternance de périodes de sécheresse et de pluie. La totalité de la commune est en aléa moyen ou fort (94,5 % au niveau départemental et 48,5 % au niveau national). Sur les 67 bâtiments dénombrés sur la commune en 2019, 67 sont en aléa moyen ou fort, soit 100 %, à comparer aux 93 % au niveau départemental et 54 % au niveau national. Une cartographie de l'exposition du territoire national au retrait gonflement des sols argileux est disponible sur le site du BRGM,.
Par ailleurs, afin de mieux appréhender le risque d’affaissement de terrain, l'inventaire national des cavités souterraines permet de localiser celles situées sur la commune.
La commune a été reconnue en état de catastrophe naturelle au titre des dommages causés par les inondations et coulées de boue survenues en 1999 et 2009. Concernant les mouvements de terrains, la commune a été reconnue en état de catastrophe naturelle au titre des dommages causés par la sécheresse en 1989, 2002 et 2012 et par des mouvements de terrain en 1999.

## Toponymie
Le nom de Lamazère vient du latin macerias, terme désignant un mur de pierres sèches ou des ruines.
En 1801, le Bulletin des lois cite la commune sous le nom de La Mazere-d'Astrade.

## Politique et administration

### Liste des maires
| Période                                  | Période  | Identité            | Étiquette | Qualité     |
| ---------------------------------------- | -------- | ------------------- | --------- | ----------- |
| 18 juin 1995                             | En cours | Jean-Marc Desbarats | PS        | Agriculteur |
| Les données manquantes sont à compléter. |          |                     |           |             |

## Population et société

### Démographie
L'évolution du nombre d'habitants est connue à travers les recensements de la population effectués dans la commune depuis 1793. Pour les communes de moins de 10 000 habitants, une enquête de recensement portant sur toute la population est réalisée tous les cinq ans, les populations de référence des années intermédiaires étant quant à elles estimées par interpolation ou extrapolation. Pour la commune, le premier recensement exhaustif entrant dans le cadre du nouveau dispositif a été réalisé en 2006.

En 2022, la commune comptait 130 habitants, en évolution de +5,69 % par rapport à 2016 (Gers : +1,04 %, France hors Mayotte : +2,11 %).
| 1793 | 1800 | 1806 | 1821 | 1831 | 1841 | 1846 | 1851 | 1856 |
| ---- | ---- | ---- | ---- | ---- | ---- | ---- | ---- | ---- |
| 233  | 203  | 242  | 310  | 320  | 364  | 364  | 360  | 346  |

| 1861 | 1866 | 1872 | 1876 | 1881 | 1886 | 1891 | 1896 | 1901 |
| ---- | ---- | ---- | ---- | ---- | ---- | ---- | ---- | ---- |
| 318  | 284  | 284  | 269  | 261  | 246  | 227  | 213  | 194  |

| 1906 | 1911 | 1921 | 1926 | 1931 | 1936 | 1946 | 1954 | 1962 |
| ---- | ---- | ---- | ---- | ---- | ---- | ---- | ---- | ---- |
| 205  | 181  | 163  | 153  | 151  | 157  | 162  | 130  | 131  |

| 1968 | 1975 | 1982 | 1990 | 1999 | 2006 | 2011 | 2016 | 2021 |
| ---- | ---- | ---- | ---- | ---- | ---- | ---- | ---- | ---- |
| 135  | 108  | 109  | 113  | 130  | 147  | 135  | 123  | 126  |

| 2022 | - | - | - | - | - | - | - | - |
| ---- | - | - | - | - | - | - | - | - |
| 130  | - | - | - | - | - | - | - | - |

## Économie

### Emploi
|                | 2008  | 2013  | 2018  |
| -------------- | ----- | ----- | ----- |
| Commune        | 5,8 % | 7,1 % | 4,5 % |
| Département    | 6,1 % | 7,5 % | 8,2 % |
| France entière | 8,3 % | 10 %  | 10 %  |

En 2018, la population âgée de 15 à 64 ans s'élève à 66 personnes, parmi lesquelles on compte 76,1 % d'actifs (71,6 % ayant un emploi et 4,5 % de chômeurs) et 23,9 % d'inactifs,. Depuis 2008, le taux de chômage communal (au sens du recensement) des 15-64 ans est inférieur à celui de la France et du département.
La commune fait partie de la couronne de l'aire d'attraction d'Auch, du fait qu'au moins 15 % des actifs travaillent dans le pôle,. Elle compte 37 emplois en 2018, contre 18 en 2013 et 30 en 2008. Le nombre d'actifs ayant un emploi résidant dans la commune est de 49, soit un indicateur de concentration d'emploi de 75,8 % et un taux d'activité parmi les 15 ans ou plus de 54,1 %.
Sur ces 49 actifs de 15 ans ou plus ayant un emploi, 15 travaillent dans la commune, soit 30 % des habitants. Pour se rendre au travail, 80 % des habitants utilisent un véhicule personnel ou de fonction à quatre roues, 2 % les transports en commun, 2 % s'y rendent en deux-roues, à vélo ou à pied et 16 % n'ont pas besoin de transport (travail au domicile).

### Activités hors agriculture
17 établissements sont implantés  à Lamazère au 31 décembre 2019.
Le secteur des autres activités de services est prépondérant sur la commune puisqu'il représente 29,4 % du nombre total d'établissements de la commune (5 sur les 17 entreprises implantées  à Lamazère), contre 8,3 % au niveau départemental.

### Agriculture
|               | 1988 | 2000 | 2010 | 2020 |
| ------------- | ---- | ---- | ---- | ---- |
| Exploitations | 15   | 15   | 11   | 9    |
| SAU (ha)      | 671  | 826  | 663  | 471  |

La commune est dans le « Haut-Armagnac », une petite région agricole occupant le centre du département du Gers. En 2020, l'orientation technico-économique de l'agriculture  sur la commune est la culture de céréales et/ou d'oléoprotéagineuses. Neuf exploitations agricoles ayant leur siège dans la commune sont dénombrées lors du recensement agricole de 2020 (15 en 1988). La superficie agricole utilisée est de 471 ha,,.

## Culture locale et patrimoine

### Lieux et monuments
- Pile gallo-romaine de la Tourraque ou Tourraque d'Ortolas, inscrite comme Monument Historique dans la base Mérimée sous la référence PA00094824 par arrêté du 12 novembre 1963. Parcelle cadastrale C 26. Considérée comme la plus massive des tourraques gersoises, ces monuments funéraires gallo-romains qui parsèment les campagnes gersoises. Partiellement démolie, la hauteur de la base subsistante n'est plus que de 5.50m.
- Église Saint-Blaise de style roman datant du XIe - XIIe siècle[29]. L'église est inscrite à l'inventaire des monuments historiques depuis 1978[29].

L'église Saint-Blaise
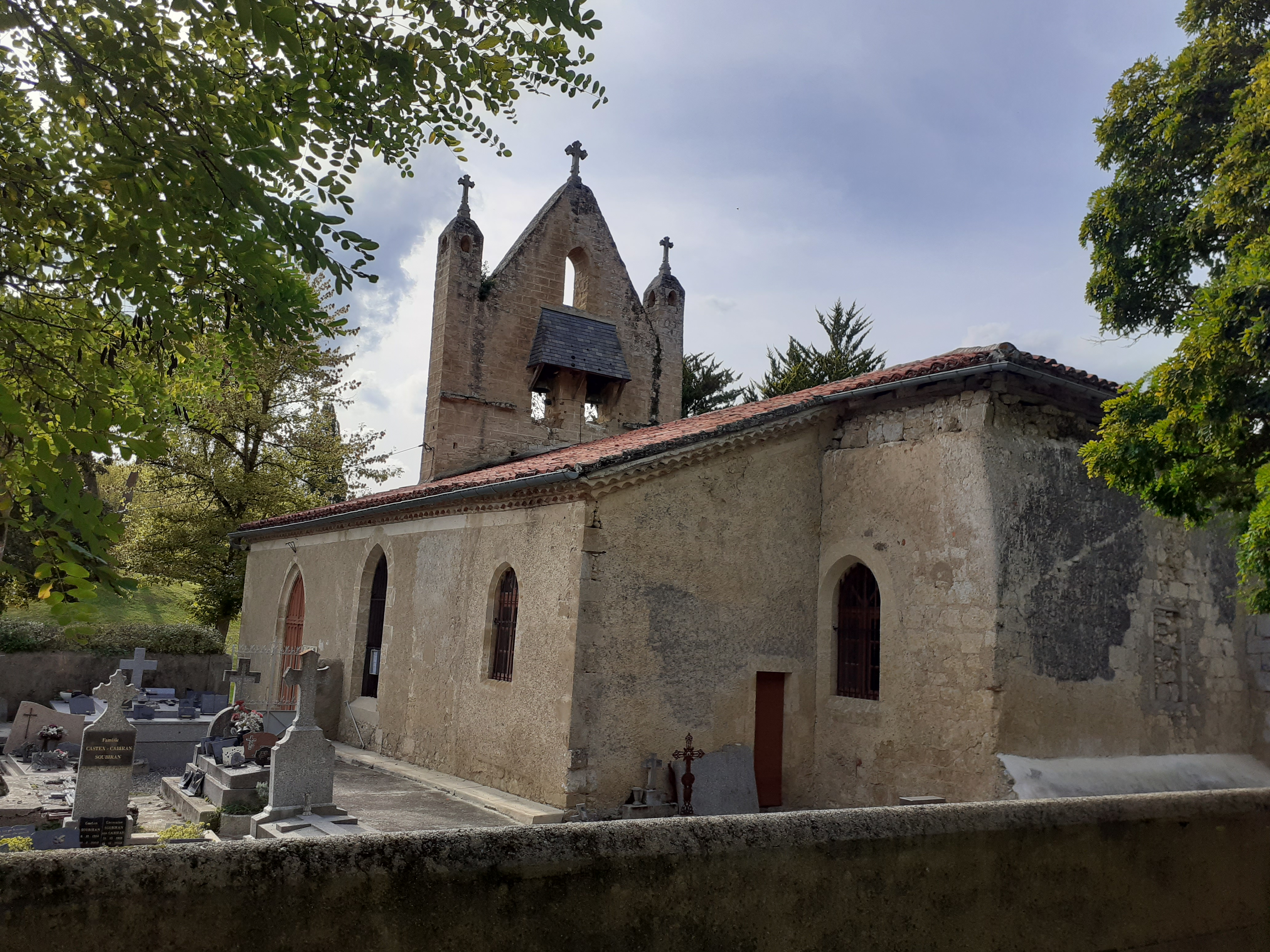
L'église vue du chevet.
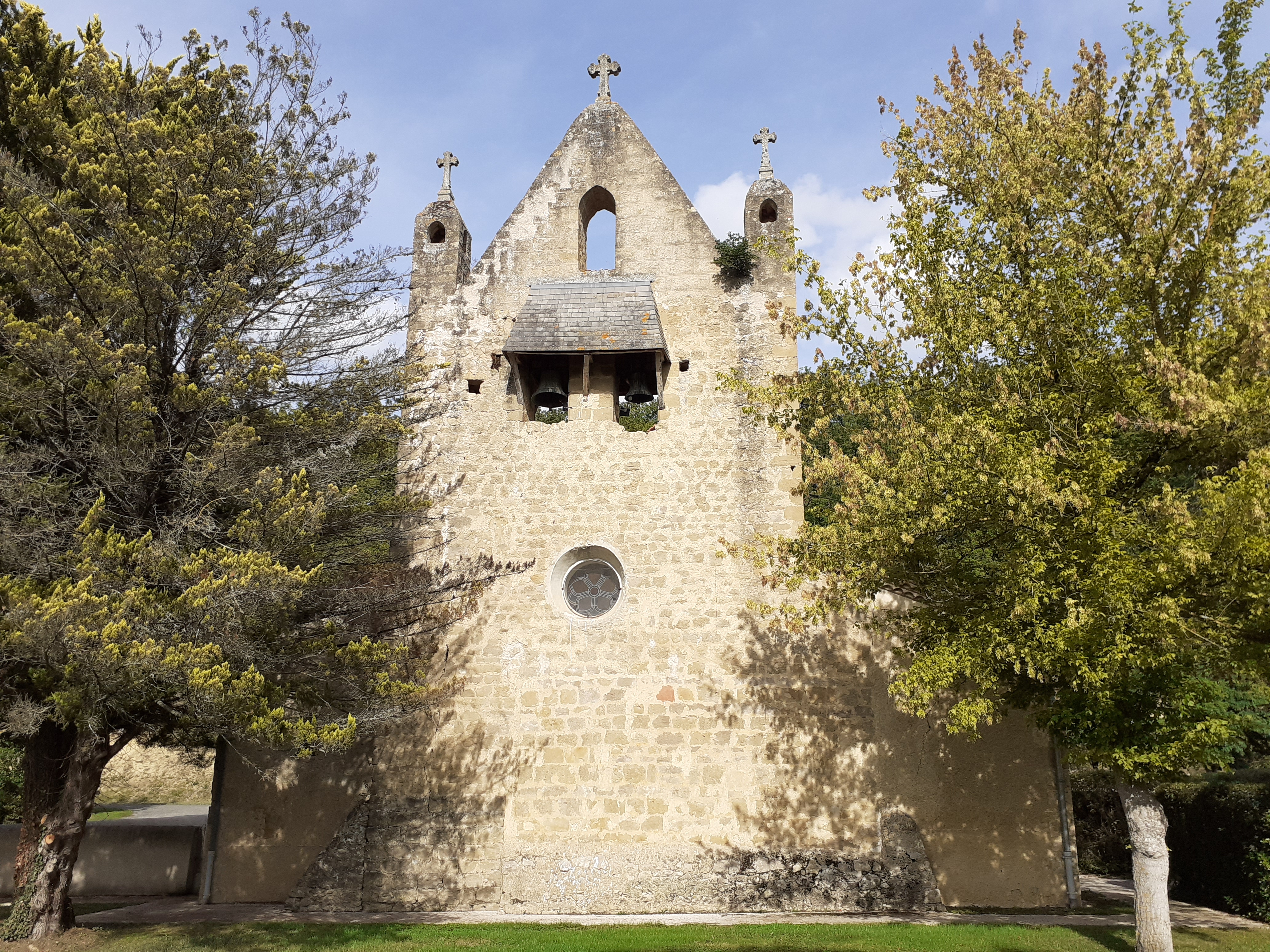
Le clocher-mur.

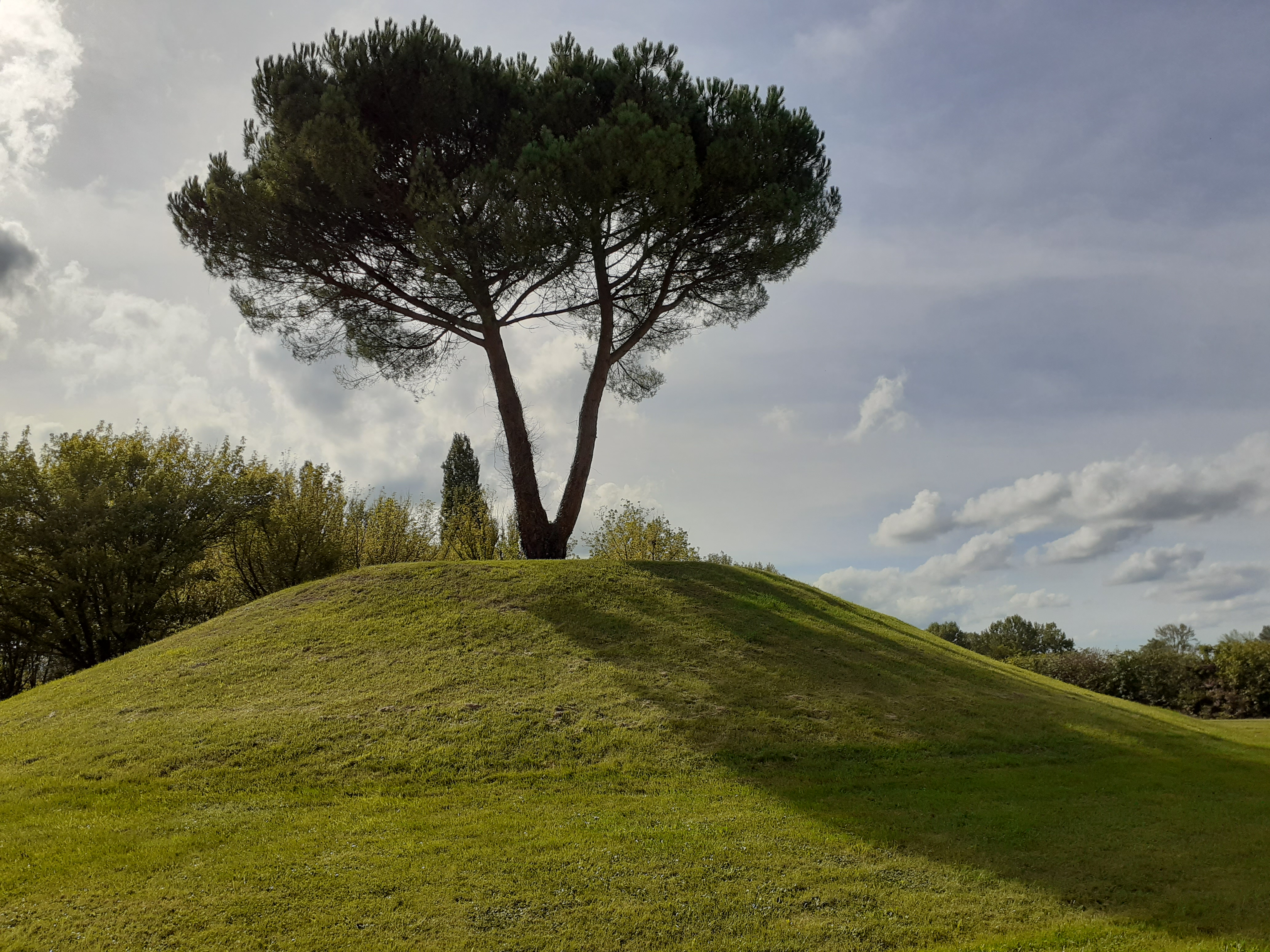
La motte en 2021.

- Motte castrale de Lamazère, de forme ovale (diamètre de base 37,5 sur 39 m), et peu élevée (4,80 m)[30].
- Château de Larroque. La carte de Cassini figure un château ruiné à Larroque. Aucun vestige n'en est aujourd'hui visible en élévation.
- Château de Lassalle de Paris. Demeure seigneuriale remontant au début du XIVe siècle, le logis de Lassalle possède une tourelle d’escalier (XVe siècle) sur sa façade méridionale[31]. Propriété privée, ne se visite pas.